# David Bottrill
David Bottrill is een Canadees muziekproducent van rockmuziek.

## Loopbaan
Hij begon als tiener in een opnamestudio van Bob en Daniel Lanois te werken. In 1985 ging hij naar het Verenigd Koninkrijk om samen met Lanois een album van Peter Gabriel op te nemen. Bottrill werkte elf jaar in Real World Studios. In 1988 werkte hij samen met Gabriel aan de soundtrack voor The Last Temptation of Christ van Martin Scorsese. Bottrill werkt nu opnieuw in Canada, waar hij mede-eigenaar is van Rattlebox Studios in Toronto. Hij heeft met zijn werk als producent drie Grammy Awards gewonnen.

## Discografie (selectie)
Albums waar hij aan heeft gewerkt zijn:
- David Sylvian - The First Day (1993)
- King Crimson - THRAK (1995)
- Tool - Ænima (1996)
- dEUS - The Ideal Crash (1999)
- Tool - Salival (2000)
- Muse - Origin of Symmetry (2001)
- Tool - Lateralus (2001)
- Mudvayne - The End of All Things to Come (2002)
- Silverchair - Diorama (2002)
- Godsmack - Faceless (2003)
- V Shape Mind - Cul-De-Sac (2003)
- I Mother Earth - The Quicksilver Meat Dream (2003)
- Flaw - Endangered Species (2004)
- Staind - Chapter V (2005)
- Placebo - Battle for the Sun (2009)
- Wallace Vanborn - Lions, Liars, Guns & God (2012)
- The Sixxis - Hollow Shrine(2014)
- Steak Number Eight - Kosmokoma (2015)